# المسيحية في جامايكا

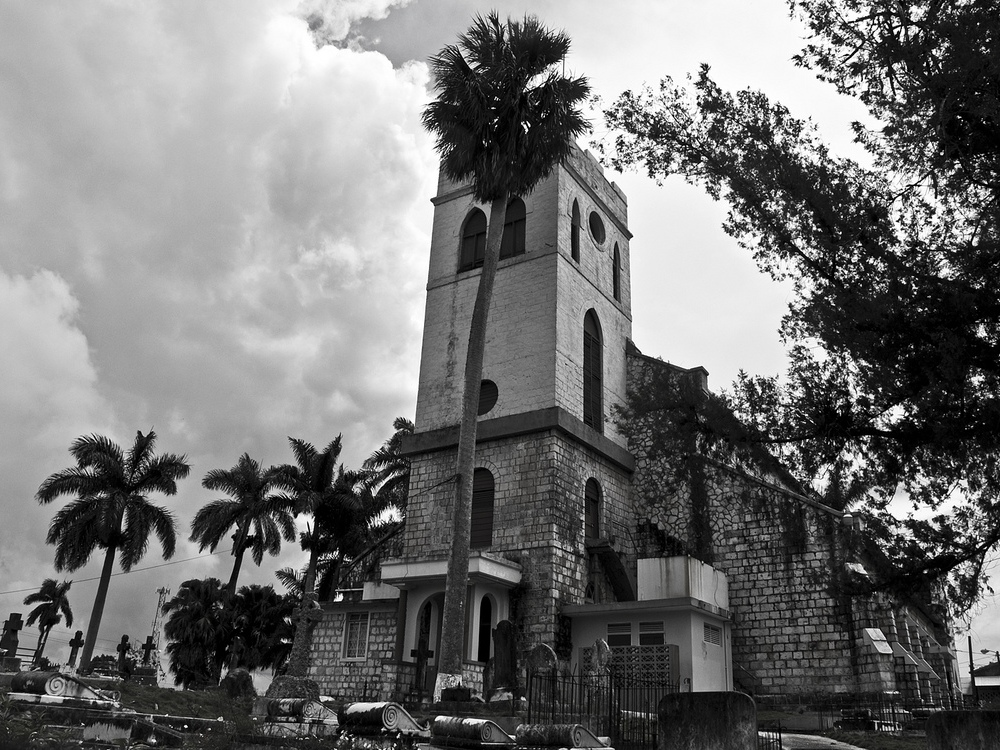
كنيسة بروتستانتية في جامايكا.

تُشكل المسيحية في جامايكا أكثر الديانات إنتشاراً بين السكان، ويشكل أتباعها حوالي 66% من السكان. وفقًا لتعداد عام 2001، تأتي في مقدمة الطوائف الكبرى في البلاد؛ كنيسة الله الخمسينية (24% من السكان)، وكنيسة السبتيين (11%)، والعنصرة (10%)، والكنيسة المعمدانية (7%)، والأنجليكانية (4%)، والكنيسة المتحدة (2%)، والميثودية (2%)، والكنيسة المورافية (1%) والأخوة بليموث (1%). ويُشكّل أتباع الكنيسة الرومانية الكاثوليكية حوالي 2% من مجمل السكان، ويتوزع كاثوليك البلاد على ثلاثة أبرشيات وأسقفيَّة. دخل الإيمان المسيحي عن طريق المبشرين المسيحيين البريطانيين المعمدانيين الذين نادوا في التحرير من العبودية مما أدى إلى انضمام العبيد السابقين الذين تلقوا التعاليم المعمدانيَّة في النضال ضد العبودية لاحقاً. الأيام المقدسة في التقويم المسيحي مثل أربعاء الرماد، والجمعة العظيمة، وعيد القيامة وعيد الميلاد هي أعياد وطنيَّة في البلاد.

## تاريخ

### العصور المبكرة

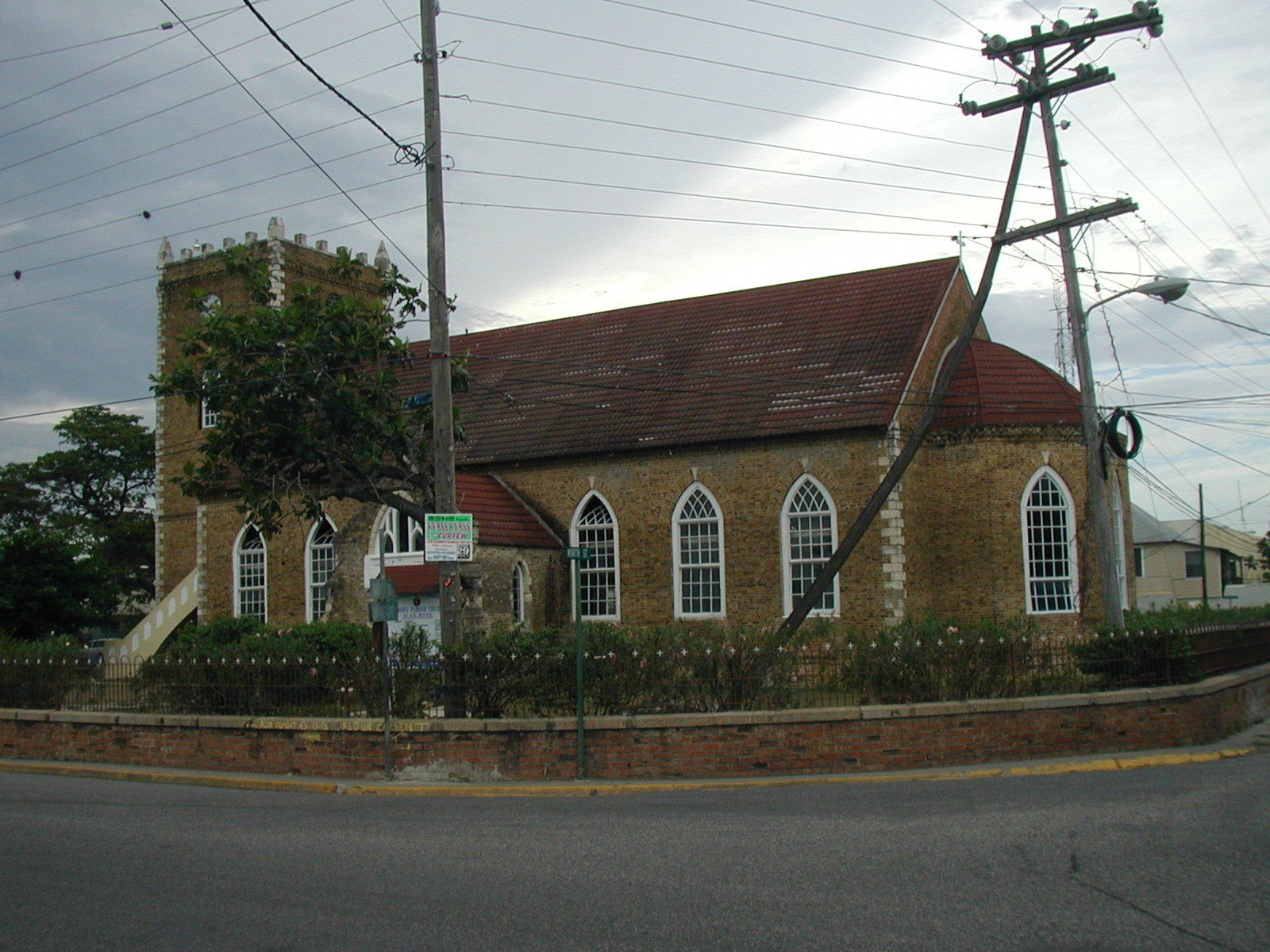
كنيسة القديس يوحنا في النهر الأسود.

أثناء الاحتلال الإسباني للجزيرة بين عام 1494 إلى عام 1655، جاء إلى الجزيرة أعداد من المسيحيين الجدد (يهود تحولوا إلى المسيحية) من إسبانيا والبرتغال، وذلك بعد فرارهم من محاكم التفتيش الإسبانية. ولإخفاء هويتهم، أشاروا إلى أنفسهم على أنهم «برتغاليون» أو «إسبان» ومارسوا دينهم سرًا. في وقت الفتح البريطاني للجزيرة عام 1655، سجل الجنرال روبرت فينابلز وجود العديد من «البرتغاليين» في جامايكا. التفاصيل المتعلقة بعدد البرتغاليين من اليهود أو المسيحيين الجدد غير معروفة. كما أنه من غير الواضح كم عدد هؤلاء المسيحيين الجدد المحتملين الذين تحولوا إلى اليهودية. قبل وصول المبشرين البيض، كان جورج ليلي أول مشروع ناجح ينشر المسيحية بين المستعبدين في جامايكا. لم يحاول فقط المبشرون البيض من أوروبا أو أمريكا الشمالية لتزويد الدين للعبيد في جامايكا، لعب الأمريكيون الأفارقة دورًا أيضًا في نشر الإيمان البروتستانتي في جامايكا. وكان جورج ليلي عبداً سابقاً من ولاية جورجيا الأمريكيَّة، وقد شق طريقه إلى جامايكا. تم الاعتراف بأنه أول مشروع ناجح لنشر الديانة المسيحية بين المستعبدين في جامايكا. وبدأ العمل التبشيري للكنيسة المعمدانيَّة في الجزيرة في منتصف القرن الثامن عشر، مما يعني أنَّ عمله في جامايكا كان قبل قدوم المبشرين الإنجليز والبيض الأمريكيين. في الوقت الذي كان ليلي يعمل فيه مع مجتمعات العبيد، قُوبل بمعارضة الجماعات القائمة مثل كنيسة الدولة آنذاك وهي كنيسة إنجلترا. ومع انتشار ليلي وأتباعه المعمدانيين عبر جامايكا، تم تمرير القوانين لتقييد قادة المعمدانيين السود من الوعظ، وتعليم الرقيق كيفية القراءة والكتابة، وكذلك من التجمعات لأن السلطات أعتقدت أن هذه الأنواع من الأنشطة يمكن أن تؤدي إلى ثورات. بدأ الأوروبيون في جلب دينهم بين المستعبدين في جامايكا ابتداءًا من القرن الثامن عشر، وقد تم حشد الأوروبيين للقدوم إلى منطقة البحر الكاريبي بدوافع سياسية ودينية. حيث أراد الإنجليز تحدي الاحتكار الإسباني وتأثير الكاثوليكية في الكاريبي. وأراد الأوروبيين الشماليين مثل الإنجليز والهولنديين اختراق معقل إسبانيا السياسي والاقتصادي وفتح مناطق جديدة لنشر إيمانهم البروتستانتي. كما وأعتقد الإنجليز أن لديهم مسؤولية أخلاقية لنشر دينهم في مستعمراتهم.

### التبشير

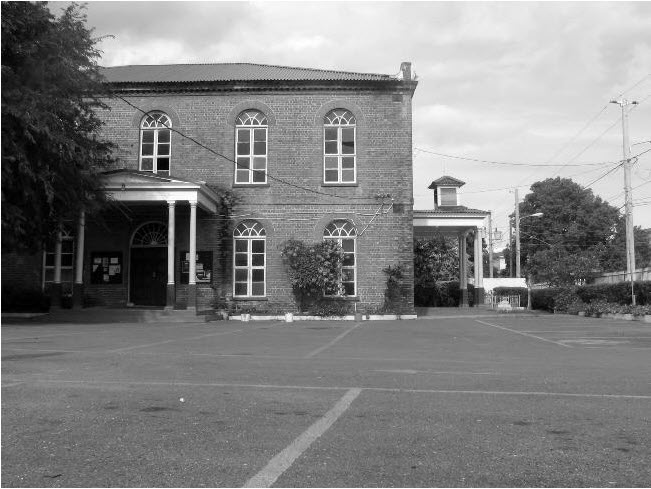
الكنيسة المعمدانية في سبانيش تاون؛ لعب أعضاء الكنيسة المعمدانية دوراً هاماً في التحرير من العبودية في البلاد.

في القرنين الثامن عشر والتاسع عشر، وصل المبشرين البيض إلى جامايكا وجلبوا معهم وجهات نظر عالمية متضاربة، حيث جلب المبشرون البروتستانت الأوروبيين مسيحية إنجيلية إلى جامايكا، وأكدوا على الوعظ والتوجيه والاستجابة الملحوظة في الكلمة والسلوك الأخلاقي والالتزام بالكنيسة. وجلب المبشرين أيضاً أفكار حول التحرير من العبودية. قادت بعض الكنائس التبشيريَّة النضال من أجل إلغاء العبودية ومن بين هذه الكنائس كانت الكنيسة المورافية، والمعمدانيَّة، والميثودية والمشيخية. وعمل المبشرين مع العبيد وقاموا بالمساعدة في تلبية احتياجاتهم، والتي كانت حافزاً في تحويل مجتمعات العبيد للمسيحيَّة. وقام المبشرين بتعليم العبيد كيفية القراءة والكتابة وعملوا على جذب العبيد للمذهب البروتستانتي. وعلى الرغم من ذلك لم يكن هناك بالضرورة استجابة إيجابية للمبشرين في جامايكا. حيث وعلى الرغم من محاولة المبشرين لتحويل المجتمع ومساعدة العبيد، لكنهم فشلوا في النهاية لأنهم لم يحاولوا فهم الثقافة الأفريقية وكانوا غير متسامحين مع الثقافة المحلية التي كانوا على اتصال بها. كما اشتبكوا مع الطبقة الغراس والتي كانت في قمة المجتمع الجامايكي. وكان المزارعون يخشون من المبشرين لأن عملهم يهدد مصدر رزقهم ووضعهم، إذ قام المبشرون بتعليم العبيد كيفية القراءة والكتابة، وبالتالي ساعد ذلك العبيد على التمرد ضد طبقة المزارعين.
بحلول نهاية القرن التاسع عشر أصبح أكثر من نصف السكان العبيد في جامايكا من أتباع الديانة المسيحية. وكانت هناك حاجة للأفارقة الذين كانوا مستعبدين لتشكيل نظرة عالمية متماسكة وثقافة للمساعدة في فهم حياتهم في المَزارع، والدين سمح لهم للقيام بذلك. وكان العبودية عاملاً رئيسًا في جذب المبشرين إلى جامايكا. حيث أراد المبشرون تحويل المجتمع وتحسين الظروف الاجتماعية للمستعبدين، وهدف المبشرين البروتستانت إلى دمج المسيحية مع التحرير من العبودية. ولم يرغب المزارعون في تحول عبيدهم إلى المسيحية، حيث كان يُهدد تحويل العبيد للمسيحية النظام الاجتماعي، حيث تحدى المبشرين والعبيد رؤى المزارعين للمسيحية. حيث بالنسبة للمزارعين، كانت المسيحية علامة على الإتقان والحرية. وتم تعريف البروتستانتية من الناحية القانونيَّة والعرقيَّة، حيث كان الدين مرتبطًا بالهوية العرقية والحرية. تحدى العبيد ليصبحوا مسيحيين، وبالنسبة للعبيد كانت المسيحية وسيلة للوصول إلى المعرفة والقوة، وأصبح العبيد المتعلمين تهديداً للمزارعين.

### العصور الحديثة

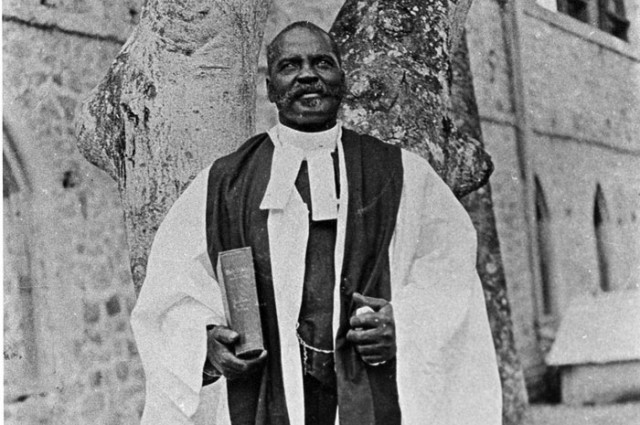
ألكسندر بوارد؛ كان من أبرز المبشرين والوعاظ خلال فترة صحوة كبرى في جامايكا.

تشابك الدين والاحتجاج متشابكان بشكل وثيق في المقاومة والتحرير ضد المستعمرين، وأصبحت الإنجيلية مصدراً للاحتجاج والتمرد والإصلاح في جامايكا. وأعتبرت التمردات لحظات فاصلة في تاريخ جامايكا الحديثة. وكان هناك تمردان رئيسيان هما تمرد العبيد في عام 1831 بقيادة سام شارب ومورانت باي ريبيليون في عام 1865. وكان هدف مورجانت باي تمرد هو الحصول على أجور وأرض أفضل للأشخاص المعتقين. وكانت هذه التمردات جزءًا من المقاومة المعمدانية التي كانت موجودة منذ عقد 1780 وحتى عقد 1860، وأدّت التمردات أدى إلى تغييرات كبيرة في السياسة الجامايكية والتي كان يقودها قادة الكنيسة المعمدانية من السكان المحليين، وكانت هذه التمردات وقعت خلال فترات حركات الكنيسة الإحيائية المكثفة. واحدة من الشخصيات الرئيسية الأولى في القومية السوداء في جامايكا كان الواعظ ألكسندر بدوارد. والذي كان قسا للكنيسة المعمدانية الأصليّة المعمدانية في جامايكا الإحيائيّة من عقد 1889 إلى 1921 وشخصًا دينيًا قدّم القيادة للمضطهدين. وكان بدوارد شخصية دينية وسياسية ودينيَّة متصل بالقومية. وكان بدوارد قائداً في حركة دينية تستند إلى السود ولعبت دوراً تاريخياً هائلاً في تحقيق بعض الحقوق المدنية للسود، وقام بيدوارد وأتباعه بالتصدي للتمييز العنصري والظلم وإستبداد الحكم الإستعماري لتحسين حياة الأغلبية السوداء. وأصبحت المسيحية الدين السائد بين الجامايكيين الصينيين، وهم يعتنقون في المقام الأول المذهب الكاثوليكي بدلاً من المذهب البروتستانتي، وكان هناك أعداد كبيرة من التحولات الدينيَّة في منتصف عقد 1950، مما يدل على أن الصينيين «يحاولون بشكل متزايد التكيف مع المجتمع المحلي». لعبت المدارس الكاثوليكيَّة دوراً رئيسياً في جذب المتحولين الصينيين إلى المسيحية في تلك السنوات. وجلبت موجات المهاجرين الصينيين من هونغ كونغ والبر الرئيسي للصين أعداد من البروتستانت، والذين شكلّوا كنائسهم الخاصة، والتي تقوم بخدمات العبادة باللغة الصينية؛ بسبب الحواجز اللغوية.
حالياً يوجد في جامايكا عدد أكبر من الكنائس لكل كيلومتر مربع من أي مكان آخر في العالم؛ وهناك تواجد للعديد من الطوائف المختلفة منها كنيسة الله الخمسينية، وكنيسة السبتيين، والعنصرة، والكنيسة المعمدانية والأنجليكانية والتي تشكل كبرى الكنائس البروتستانتية في البلاد. وتوجد منافسة بين الكنائس للحصول على العضوية أو الاحتفاظ بها، هذا التنافس هو جزء من إرث المبشرين في جامايكا، حيث خلق المبشرون جو من المنافسة وانعدام الثقة لأنهم تنافسوا على الأتباع. تلعب الكنيسة دورًا كبيرًا في المجتمع ويتطلع الناس إلى الكنيسة للإغاثة. تتعاون الكنائس لتوفير الخدمات للمجتمع مثل المدارس والخدمات الصحيَّة، إلى جانب بعض البرامج مثل التربية الجنسية أو دليل الزواج. تركز الكنيسة المعمدانية على الخدمات الاجتماعية، كما أن المعمدانيين ليسوا متشددين في المعتقدات والسلوكيات الدينيَّة مثل الطوائف الأخرى. بدلاً من ذلك، يميل المعمدانيون في جامايكا إلى التركيز على الكنيسة في الحياة اليومية مثل القضايا الصحيَّة، والموارد الماديَّة والعلاقات الاجتماعية. وهناك أيضًا العديد من الأنظمة التعليمية التي تديرها الكنيسة، بما في ذلك السبتيين الذيي يديرون جامعة شمال الكاريبي. وفقاً لمركز بيو للأبحاث في عام 2010 شكل المسيحيون حوالي 77.2% من مجمل السكان، وكان أتباع المذاهب البروتستانتية كبرى الطوائف المسيحية في البلاد مع حوالي 72.9% من السكان.